# Mycetophagus praetermissus
Mycetophagus praetermissus is een keversoort uit de familie boomzwamkevers (Mycetophagidae). De wetenschappelijke naam van de soort werd in 1975 gepubliceerd door Michael J. Parsons.